# Agave vera-cruz
Agave vera-cruz är en sparrisväxtart som beskrevs av Philip Miller. Agave vera-cruz ingår i släktet Agave och familjen sparrisväxter. Inga underarter finns listade i Catalogue of Life.